# Heliconia mariae
Heliconia mariae là một loài thực vật có hoa trong họ Heliconiaceae. Loài này được Hook.f. mô tả khoa học đầu tiên năm 1864.

## Hình ảnh

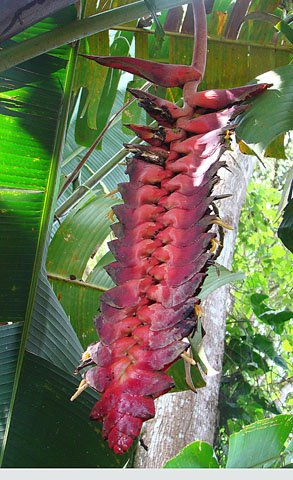
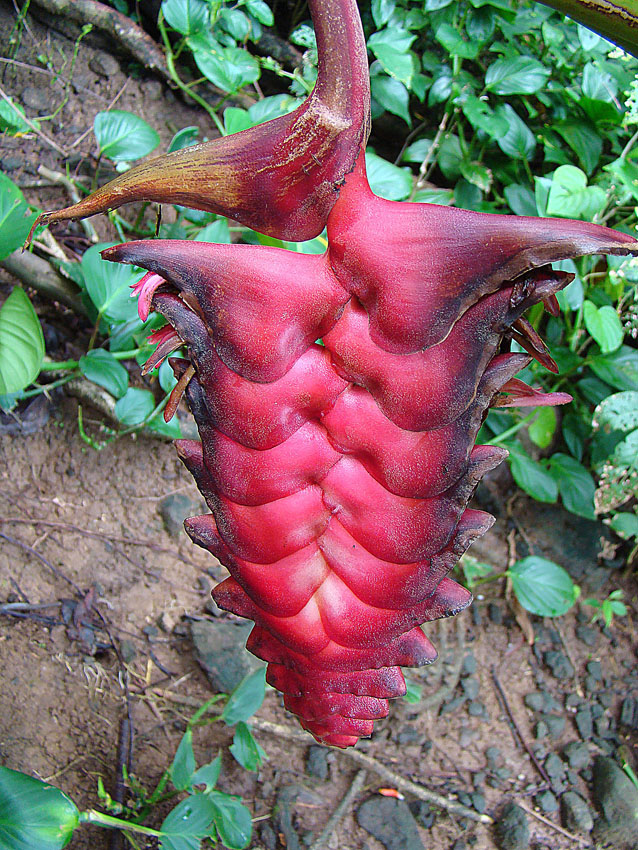